# Midtown Madness 3
Pour les articles homonymes, voir Midtown Madness (homonymie).
Midtown Madness 3 est un jeu vidéo de course développé par Digital Illusions CE et édité par Microsoft Games en 2003 sur Xbox. Ce jeu fait partie de la série Midtown Madness,,. Une version intitulée Midtown Madness 3 Mobile est sortie sur téléphone mobile en 2004. Le jeu est cependant en vue de dessus.

## Système de jeu
À l'instar des autres épisodes, Midtown Madness 3 est un jeu de course urbaine dans lequel le joueur prend le volant de divers types de véhicules, il est possible de changer la couleur de sa voiture, la plaque d'immatriculation. Dans le mode libre il est possible de se balader partout sur la carte, et de se faire poursuivre par la police si une infraction est commise.
Paris et Washington, D.C. sont accessibles librement mais en dimensions limitées : elles sont plus petites que les vraies villes mais sont tout de même plus imposantes que les villes des précédents Midtown Madness. Des tremplins et sauts sont présents partout dans les villes pour faire des cascades, pendant des courses ils peuvent parfois être utilisés.

## Véhicules
Ici ne sont pas mentionnés les véhicules créés pour le jeu.

### Disponibles dès le début du jeu
- Opel Astra
- Renault 5
- Volkswagen New Beetle RSi

### Déblocables
- 1959 Cadillac Eldorado Seville
- 1967 Ford Mustang 2+2 Fastback
- Audi S4 Avant
- Audi TT
- Cadillac Escalade
- Chevrolet Corvette Z06
- Chevrolet SSR
- Chrysler Crossfire
- Chrysler PT Cruiser GT
- Dodge Viper SRT10
- Freightliner Century Class S/T
- Hummer H2
- Koenigsegg CC
- Lotus Esprit
- Mini Cooper S
- Saab 9-3 Turbo